# 努因吉利雅斯戰役
在托爾金（J. R. R. Tolkien）小說的中土大陸，努因吉利雅斯戰役（Dagor-nuin-Giliath，又稱星光下的戰役）是貝爾蘭（Beleriand）爆發的第二次大型戰役，諾多族精靈首次介入戰事。
以費諾（Fëanor）為首的諾多族精靈在專吉斯特峽灣（Drengist）登陸，並進入希斯隆（Hithlum），定居於米斯林湖（Lake Mithrim）的北面，他們的突然到來不得不使魔苟斯（Morgoth）調整戰略部署。費諾在登陸後焚毀帖勒瑞族（Teleri）的船隻。這引起了魔苟斯的注意，魔苟斯改變了征服貝爾蘭的計劃，他先調動他的力量挑戰這新的威脅。
魔苟斯尚未了解諾多族精靈的軍事力量，他希望可以在費諾諾多族精靈建立基礎前摧毀他們，魔苟斯遂調遣半獸人軍隊以達成他的目的。一支半獸人大軍由安格班出發，襲擊威斯林山脈（Ered Wethrin）的隘口，而一直在侵擾瑟丹（Círdan）港口的半獸人部隊亦參與攻擊費諾。魔苟斯的兵力遠勝費諾的精靈，但半獸人酋長沒有下令全力進攻，雙聖樹之光授予諾多族精靈強大的力量，他們擁有優良的武器和裝備，並且有以往從未出現的騎士，他們擊敗了半獸人。
首支約40000人的半獸人大軍在米斯林大敗，向北撤退至阿德加藍草原（Ard-galen），費諾帶領大部分騎士乘勝追擊。而在第一次貝爾蘭會戰（First Battle of Beleriand）後一直包圍法拉斯（Falas）港口的半獸人部隊向北回援，凱勒鞏（Celegorm）統領其餘的諾多族精靈埋伏在埃塞爾西瑞安（Eithel Sirion）前，將來援的半獸人部隊趕入塞瑞克沼澤（Fens of Serech），大量半獸人被殺，倖存的都逃返安格班。
費諾為了追擊半獸人殘軍，越過阿德加藍草原，孤身冒進。半獸人殘軍撤至戴德洛斯（Dor Daedeloth），勾斯魔格（Gothmog）及炎魔由安戈洛墜姆（Thangorodrim）前來接應，費諾陷入苦戰，被後來的諾多精靈搶救過來，但最終傷重不治。
對於費諾的諾多族精靈來說，努因吉利雅斯戰役的結果好壞參半，他們消滅了魔苟斯大部分的軍力，但費諾戰死，使諾多族精靈失去了君王。
在《珠寶之戰》的一些描述裡，拉姆莫斯之戰（Battle of Lammoth）亦是努因吉利雅斯戰役的一部分，月亮出現後，芬國昐（Fingolfin）及第二撥諾多族精靈抵達拉姆莫斯（Lammoth），他們在這裡受到半獸人襲擊，這些半獸人是魔苟斯用來襲擊費諾後軍的。諾多族精靈猝不及防，芬國昐之子亞岡（Argon）戰死，芬國昐追擊半獸人，直至半獸人軍隊全軍覆沒，當月亮首次升起之際，芬國昐及其子民進入米斯林。